# 後生鰻
『後生鰻』（ごしょううなぎ）は古典落語の演目の一つ。元々は『淀川』という上方落語の演目で、明治期に東京へ移植された。
別題は『放生会』。主な演者として、5代目古今亭志ん生、3代目三遊亭金馬、桂歌丸、桂文珍などがいる。
1940年9月に当時の講談落語協会が警視庁に届ける形で口演自粛を決定した禁演落語53演目に含められた。禁演落語について調査した柏木新は、本作品が「残酷な噺」だったとしている。

## あらすじ
殺生をしない信心深い大家の主人が鰻屋の前を通ると、親方が鰻をまな板の上へ乗せて包丁を入れようとしている。隠居は鰻がかわいそうだと声をかけ、鰻を買い取って川に放り込み、「ああ、いい功徳をした」と言って帰った。
親方は隠居が通れば鰻を買い取ってくれると期待したが、隠居が来ない日が続く。ある日隠居が現れるがちょうど鰻が切れている。生きているものならなんでもいいと親方が赤ん坊をまな板に乗せると、驚いた隠居が赤ん坊を100円で買い取り、「今度はあんな家に生まれてくるなよ」と因果を含めて川に放り込んだ。

## バリエーション
桂歌丸一門の口演では、落ちでまな板に乗せるものを「女房」（親方の妻）としている。